# Оккьобелло
Оккьобелло (итал. Occhiobello) — коммуна в Италии, располагается в провинции Ровиго области Венето.
Население составляет 10 533 человека (на 2004 г.), плотность населения составляет 325 чел./км². Занимает площадь 33 км². Почтовый индекс — 45030. Телефонный код — 0425.
Покровителями коммуны почитаются святой Лаврентий, празднование 10 августа, и святой Валентин Интерамнский, празднование 14 февраля.